# Evan Gershkovich
Evan Gershkovich (* 26. října 1991, New York, USA) je americký novinář. Od roku 2022 pracuje pro The Wall Street Journal a od března 2023 byl ve vězení v Rusku, kde byl v červenci 2024 odsouzen za trestný čin špionáže k trestu odnětí svobody v délce 16 let. Novináři, který obvinění odmítl, hrozilo přitom až 20 let vězení. Od studené války jde o první incident, kdy byl obviněn a odsouzen americký korespondent v Rusku ze špionáže.
Dne 1. srpna 2024 byl Gershkovich propuštěn v rámci mezinárodní výměny vězňů, při níž se z Ruska dostali také ruští opozičníci Vladimir Kara-Murza a Ilja Jašin, odsouzení k dlouholetým trestům vězení.